# Lliga italiana de bàsquet
La Lliga italiana de bàsquet (nom oficial Lega Basket Serie A) és la màxima competició italiana de basquetbol per a clubs. Es creà l'any 1920 i és considerada la segona millor lliga d'Europa i la tercera millor del món, per darrere de l'NBA i de l'ACB. la Lliga italiana va estar històricament organitzada en dues sèries: la sèrie A-1 i la sèrie A-2. Cada sèrie estava formada per un conjunt d'equips que s'enfrontaven en forma de lligueta fins a arribar als encreuaments dels millors de les dues sèries, que aspiraven a guanyar el títol de campió de Lliga (en italià, el "scudetto").
Des de la temporada 2001-2002 s'aplica un nou sistema de competició. La Lega Sèrie A (o simplement Lega A) està formada únicament per 16 equips que disputen una lliga regular, amb enfrontaments entre tots els equips a doble volta. Després de la fase regular es disputen els "play-off", eliminatòries entre els primers classificats fins que es disputa la final, que es dirimeix al millor de cinc partits.
La LegADue es va concebre com la segona divisió del bàsquet italià. A més de la Lega Sèrie A, les altres dues grans competicions del bàsquet italià són la Coppa Itàlia i la Supercoppa Itàlia, que enfronta a principis de cada temporada al campió de la Lliga i el campió de Copa en una final a partit únic.

## Equips participants (temporada 2023-2024)
| Club                      | Ciutat        |
| ------------------------- | ------------- |
| EA7 Emporio Armani Milano | Milà          |
| Banco di Sardegna Sassari | Sàsser        |
| Openjobmetis Varese       | Varese        |
| Happy Casa Brindisi       | Bríndisi      |
| Germani Basket Brescia    | Brescia       |
| Segafredo Virtus Bologna  | Bolonya       |
| VL Pesaro                 | Pesaro        |
| Vanoli Cremona            | Cremona       |
| Umana Reyer Venezia       | Venècia       |
| Grissin Bon Reggio Emilia | Reggio Emilia |
| Dolomiti Energia Trentino | Trento        |
| The Flexx Pistoia         | Pistoia       |
| Derthona Basket           | Tortona       |
| Napoli Basket             | Nàpols        |
| Scafati Basket            | Scafati       |
| Treviso Basket            | Treviso       |

## Historial
| - 1920 SEF Costanza Milano - 1921 Assi Milano - 1922 Assi Milano - 1923 Internazionale Milano - 1924 Assi Milano - 1925 Assi Milano - 1926 Assi Milano - 1927 Assi Milano - 1928 Ginnastica Roma - 1929 no es disputà - 1930 Ginnastica Triestina - 1931 Ginnastica Roma - 1932 Ginnastica Triestina - 1933 Ginnastica Roma - 1934 Ginnastica Triestina - 1935 Ginnastica Roma - 1936 Borletti Milano - 1937 Borletti Milano - 1938 Borletti Milano - 1939 Borletti Milano - 1940 Ginnastica Triestina - 1941 Ginnastica Triestina - 1942 Reyer Venezia - 1943 Reyer Venezia - 1944 no homologada - 1945 no es disputà |  | - 1946 Virtus Bologna - 1947 Virtus Bologna - 1948 Virtus Bologna - 1949 Virtus Bologna - 1950 Borletti Milano - 1951 Borletti Milano - 1952 Borletti Milano - 1953 Borletti Milano - 1954 Borletti Milano - 1955 Virtus Bologna - 1956 Virtus Bologna - 1957 Simmenthal Milano - 1958 Simmenthal Milano - 1959 Simmenthal Milano - 1960 Simmenthal Milano - 1961 Ignis Varese - 1962 Simmenthal Milano - 1963 Simmenthal Milano - 1964 Ignis Varese - 1965 Simmenthal Milano - 1966 Simmenthal Milano - 1967 Simmenthal Milano - 1968 Oransoda Cantù - 1969 Ignis Varese - 1970 Ignis Varese - 1971 Ignis Varese |  | - 1972 Simmenthal Milano - 1973 Ignis Varese - 1974 Ignis Varese - 1975 Forst Cantù - 1976 Sinudyne Bologna - 1977 Mobilgirgi Varese - 1978 Mobilgirgi Varese - 1979 Sinudyne Bologna - 1980 Sinudyne Bologna - 1981 Squibb Cantù - 1982 Billy Milano - 1983 Banco di Roma - 1984 Granarolo Bologna - 1985 Simac Milano - 1986 Simac Milano - 1987 Tracer Milano - 1988 Scavolini Pesaro - 1989 Philips Milano - 1990 Scavolini Pesaro - 1991 Phonola Caserta - 1992 Benetton Treviso - 1993 Knorr Bologna - 1994 Buckler Beer Bologna - 1995 Buckler Beer Bologna - 1996 Stefanel Milano - 1997 Benetton Treviso |  | - 1998 Kinder Bologna - 1999 Roosters Varese - 2000 PAF Bologna - 2001 Kinder Bologna - 2002 Benetton Treviso - 2003 Benetton Treviso - 2004 Montepaschi Siena - 2005 Climamio Bologna - 2006 Benetton Treviso - 2007 Montepaschi Siena - 2008 Montepaschi Siena - 2009 Montepaschi Siena - 2010 Montepaschi Siena - 2011 Montepaschi Siena - 2012 Mens Sana Siena - 2013 Mens Sana Siena - 2014 Emporio Armani Milano - 2015 Banco di Sardegna Sassari - 2016 EA7 Emporio Armani Milano - 2017 Umana Reyer Venezia - 2018 AX Armani Exchange Olimpia Milano - 2019 Umana Reyer Venezia - 2020 Lliga cancel·lada - 2021: - 2022: - 2023: EA7 Emporio Armani Milano |

## Palmarès
- 29 títols: Olimpia Milano.
- 15 títols: Virtus Bologna.
- 10 títols: Pallacanestro Varese.
- 6 títols: Montepaschi Siena
- 6 títols: Assi Milano.
- 5 títols: Ginnastica Triestina, Pallacanestro Treviso.
- 4 títols: Ginnastica Roma, Umana Reyer Venezia
- 3 títols: Pallacanestro Cantú.
- 2 títols: Victoria Libertas Pesaro, Fortitudo Bologna.
- 1 títol: SEF Constanza Milano, Internazionale Milano, Virtus Roma, Juventus Caserta, Dinamo Basket Sassari.